# Paulina Jaricot
Paulina Maria Jaricot, właśc. fr. Pauline Marie Jaricot lub Jarico (ur. 22 lipca 1799 w Lyonie, zm. 9 stycznia 1862 tamże) – francuska świecka chrześcijanka, założycielka Związku Lyońskiego (podstawy dzisiejszych Papieskich Dzieł Misyjnych), tercjarka dominikańska, błogosławiona Kościoła katolickiego.

## Życiorys
Urodziła się w rodzinie bogatego przemysłowca, fabrykanta jedwabiu, jako jedna z siódemki rodzeństwa. Duży wpływ miał na nią w dzieciństwie jej brat, Fileas, który później wstąpił do Paryskiego Seminarium Misji Zagranicznych. W 1816 złożyła wieczyste przyrzeczenie dziewictwa. Odwiedzała lyońskich ubogich i niosła im pomoc. Pod wpływem brata, a także po lekturze listu biskupa Louisa Dubourga w sprawie materialnego wsparcia duszpasterstwa francuskiej emigracji w USA, rozpoczęła przygotowania do stworzenia towarzystwa mającego wspierać misje, opierającego się na dziewięcioosobowych sekcjach łączonych w centurie i dywizje. Pierwsze grupy założyła w fabryce jedwabiu należącej do ojca. Wkrótce idea znalazła naśladowców w całym Lyonie. W 1819, po połączeniu jej dzieła z podobną organizacją prowadzoną przez panią Petit, ukonstytuowało się lyońskie Dzieło Rozkrzewiania Wiary, zwane też Związkiem Lyońskim. Zatwierdził je papież Pius VIII, a potem przywileje potwierdzili jeszcze Grzegorz XVI i Leon XIII. Dzieło zajmowało się głównie zbieraniem pieniędzy na katolickie misje zagraniczne. W 1822 związek przeniesiono do Rzymu i uczyniono je oficjalnym organem Stolicy Apostolskiej do zbierania środków materialnych na misje. W tym samym roku zebrano na potrzeby misji 22 000 franków. Sumy te ciągle rosły, by w 1846 osiągnąć już trzy miliony franków.
W okresie rozruchów robotniczych w Lyonie w latach 30. XIX w. (np. powstania tkaczy) Jaricot wspierała robotników duchowo i materialnie (próby zbudowania przedsiębiorstwa, którego udziały byłyby własnością robotników). 
Od 1826 podejmowała działania mające na celu popularyzację modlitwy różańcowej. Tworzyła w tym celu piętnastoosobowe grupy, które przyrównywała do bryłek węgla, wzajemnie się ogrzewających. Dzieło to nazwała Żywym Różańcem, który wkrótce mocno rozpowszechnił się w Europie i poza nią. 
Mimo zasług nigdy nie znalazło się dla niej jakiekolwiek miejsce pracy w Dziele Rozkrzewiania Wiary. Administrator fortuny jej rodziny nie tylko doprowadził ją do ruiny, ale taż zaciągnął poważne długi na jej nazwisko, w związku z czym utraciła wszystko i zmarła w ubóstwie leżąc na pożyczonym sienniku.
W 1926 papież Pius XI rozpoczął proces wyniesienia na ołtarze Paulinę Jarcot. 25 lutego 1963 papież Jan XXIII podpisał dekret o heroiczności jej cnót i od tej pory przysługiwał jej tytuł Czcigodnej Służebnicy Bożej, zaś 27 maja 2020 papież Franciszek podpisał dekret uznający cud za jej wstawiennictwem, co otwierło drogę do jej beatyfikacji. Tym cudem było uzdrowienie 3,5 rocznego dziecka w 2012 roku, które doznało śmierci mózgowej po zadławieniu się, a cud miał miejsce, kiedy to Papieskie Dzieła Misyjne i Żywy Różaniec obchodził 150. rocznicę śmierci służebnicy. 22 maja 2022 w Eurexpo w Lyonie odbyła się uroczysta eucharystia, podczas której kard. Luis Antonio Tagle, w imieniu papieża Franciszka, dokonał beatyfikacji Pauliny Jaricot, wpisując ją w poczet błogosławionych.
Jej wspomnienie liturgiczne obchodzone jest 9 stycznia.